# Austrosaropogon nigrinus
Austrosaropogon nigrinus är en tvåvingeart som först beskrevs av Macquart 1850.  Austrosaropogon nigrinus ingår i släktet Austrosaropogon och familjen rovflugor. Inga underarter finns listade i Catalogue of Life.